# Unione Sportiva Livorno 1981-1982
Questa pagina raccoglie le informazioni riguardanti l'Unione Sportiva Livorno nelle competizioni ufficiali della stagione 1981-1982.

## Stagione
Dopo nove stagioni al vertice, si chiude con il fallimento la presidenza Corasco Martelli, atto datato 12 gennaio 1982. Il curatore fallimentare Musetti è impegnato a cercare di trovare nuovi imprenditori per il Livorno, opta per una cordata formata da otto industriali, aiutata dall'allora assessore allo sport Massimo Bianchi, che porta il livornese Leo Picchi alla presidenza. Sulla panchina dei labronici l'ex portiere Idilio Cei, dopo un girone di andata con sole tre vittorie, il Livorno vince a Rende la prima partita in trasferta nella prima gara del girone di ritorno, ma erano i giorni tristi del fallimento della società. Il Livorno chiude il torneo in dodicesima posizione con 31 punti. Salgono in Serie B Arezzo e Campobasso, retrocedono in Serie C2 Civitanovese, Giulianova, Francavilla e Latina. Claudio Grossi con 10 reti è stato il miglior marcatore amaranto, delle quali 1 rete in Coppa Italia e 9 in campionato.
Nella Coppa Italia di Serie C il Livorno disputa il 13º girone prima del campionato, che promuove l'Empoli ai sedicesimi di finale.

## Rosa
| N. |                   | Ruolo | Calciatore         |
| -- | ----------------- | ----- | ------------------ |
|    | Italia (bandiera) | A     | Giovanni Antonelli |
|    | Italia (bandiera) | C     | Luciano Aprile     |
|    | Italia (bandiera) | P     | Damiano Bettinelli |
|    | Italia (bandiera) | D     | Riccardo Cappelli  |
|    | Italia (bandiera) | P     | Patrizio Castelli  |
|    | Italia (bandiera) | P     | Enrico Cavalieri   |
|    | Italia (bandiera) | D     | Silvio Cei         |
|    | Italia (bandiera) | D     | Alessandro Celadon |
|    | Italia (bandiera) | C     | Giancarlo Favarin  |
|    | Italia (bandiera) | A     | Claudio Grossi     |
|    | Italia (bandiera) | C     | Dario Magrini      |

| N. |                   | Ruolo | Calciatore          |
| -- | ----------------- | ----- | ------------------- |
|    | Italia (bandiera) | C     | Antonello Masala    |
|    | Italia (bandiera) | D     | Michele Maregotto   |
|    | Italia (bandiera) | C     | Emilio Monzani      |
|    | Italia (bandiera) | A     | Paolo Morini        |
|    | Italia (bandiera) | C     | Luigi Natale        |
|    | Italia (bandiera) | C     | Marco Raiola        |
|    | Italia (bandiera) | A     | Claudio Ricciarelli |
|    | Italia (bandiera) | C     | Leonardo Rossi      |
|    | Italia (bandiera) | D     | Gianluca Signorini  |
|    | Italia (bandiera) | C     | Andrea Storaci      |

## Risultati

### Campionato

#### Girone di andata
| Arbitro: | Greco (Lecce) |

|            |           |                     |
| Grossi 42’ | Marcatori | 43’ (rig.) De Brasi |

| Arbitro: | Coppetelli (Tivoli) |

|             |           |  |
| Zaccaro 52’ | Marcatori |  |

| Arbitro: | Bin (Torino) |

|                                 |           |                                      |
| L. Rossi 79’ Favarin 88’ (rig.) | Marcatori | 39’ (rig.) Fracas 50’ (aut.) Celadon |

| Arbitro: | Valente (Monfalcone) |

|                   |           |  |
| Albani 90’ (rig.) | Marcatori |  |

| Arbitro: | Giannoni (Jesi) |

|                       |           |  |
| Cau 9’ Loddi 16’, 55’ | Marcatori |  |

| Arbitro: | Sguizzato (Verona) |

|                       |           |                          |
| Grossi 2’ Favarin 69’ | Marcatori | 46’ Gritti 88’ Vittiglio |

| Arbitro: | Da Pozzo (Monza) |

|                            |           |  |
| Biondi 1’ Maestripieri 80’ | Marcatori |  |

| Livorno 8 novembre 1981 8ª giornata | Livorno           | 0 – 0 | Benevento | Stadio Ardenza\| Arbitro: \| Frigerio (Milano) \| |
| Arbitro:                            | Frigerio (Milano) |       |           |                                                   |

| Arbitro: | Amendolia (Messina) |

|                    |           |             |
| Zanolla 54’ (rig.) | Marcatori | 60’ Magrini |

| Arbitro: | Creati (Acireale) |

|               |           |                   |
| Signorini 18’ | Marcatori | 65’ Franceschelli |

| Arbitro: | Baldi (Roma) |

|            |           |  |
| Grossi 82’ | Marcatori |  |

| Arbitro: | Sala (Lecco) |

|                                  |           |            |
| Iodice 10’ Arena 25’ Liguori 81’ | Marcatori | 71’ Grossi |

| Arbitro: | Galbiati (Monza) |

|                        |           |  |
| Grossi 52’ Magrini 72’ | Marcatori |  |

| Arbitro: | Mele (Bergamo) |

|                           |           |  |
| Bocchinu 30’ G. Galli 75’ | Marcatori |  |

| Arbitro: | Lussana (Bergamo) |

|                            |           |  |
| Marco Piga 79’ Coppola 47’ | Marcatori |  |

| Arbitro: | Ronchetti (Modena) |

|               |           |  |
| Signorini 32’ | Marcatori |  |

| Caserta 17 gennaio 1981 17ª giornata | Casertana       | 0 – 0 | Livorno | Stadio Alberto Pinto\| Arbitro: \| Ongaro (Rovigo) \| |
| Arbitro:                             | Ongaro (Rovigo) |       |         |                                                       |

#### Girone di ritorno
| Arbitro: | Scevola (Milano) |

|  |           |            |
|  | Marcatori | 19’ Grossi |

| Arbitro: | Galbiati (Monza) |

|            |           |  |
| Grossi 26’ | Marcatori |  |

| Pagani 7 febbraio 1982 20ª giornata | Paganese            | 0 – 0 | Livorno | Stadio Marcello Torre\| Arbitro: \| Amendolia (Messina) \| |
| Arbitro:                            | Amendolia (Messina) |       |         |                                                            |

| Arbitro: | Sarti (Modena) |

|                               |           |              |
| Signorini 52’ Ricciarelli 71’ | Marcatori | 81’ Policano |

| Arbitro: | Vecchiatini (Bologna) |

|             |           |  |
| Celadon 48’ | Marcatori |  |

| Arbitro: | Damiani (Ascoli Piceno) |

|            |           |              |
| Gritti 22’ | Marcatori | 59’ L. Rossi |

| Livorno 7 marzo 1982 24ª giornata | Livorno             | 0 – 0 | Campobasso | Stadio Ardenza\| Arbitro: \| Lamorgese (Potenza) \| |
| Arbitro:                          | Lamorgese (Potenza) |       |            |                                                     |

| Arbitro: | Ramicone (Tivoli) |

|                     |           |  |
| S. Bozzi 44’ (rig.) | Marcatori |  |

| Livorno 28 marzo 1982 26ª giornata | Livorno               | 0 – 0 | Ternana | Stadio Ardenza\| Arbitro: \| E. Tarantola (Genova) \| |
| Arbitro:                           | E. Tarantola (Genova) |       |         |                                                       |

| Arbitro: | Falsetti (Roma) |

|                   |           |                 |
| Manzin 52’ (rig.) | Marcatori | 14’ Ricciarelli |

| Taranto 18 aprile 1982 28ª giornata | Taranto         | 0 – 0 | Livorno | Stadio Erasmo Iacovone\| Arbitro: \| Giannoni (Jesi) \| |
| Arbitro:                            | Giannoni (Jesi) |       |         |                                                         |

| Arbitro: | Schiavon (Padova) |

|  |           |              |
|  | Marcatori | 12’ Sorbello |

| Arbitro: | Scevola (Milano) |

|                               |           |  |
| Scolamacchia 50’ Zorzetto 52’ | Marcatori |  |

| Arbitro: | Sarti (Modena) |

|                 |           |              |
| Ricciarelli 53’ | Marcatori | 69’ Bocchinu |

| Arbitro: | Galbiati (Monza) |

|            |           |               |
| Grossi 90’ | Marcatori | 74’ Maestroni |

| Arbitro: | Pellicanò (Reggio Calabria) |

|                |           |              |
| P. Mariani 36’ | Marcatori | 84’ L. Rossi |

| Arbitro: | Catania (Roma) |

|            |           |              |
| Grossi 11’ | Marcatori | 47’ Raffaele |

### Coppa Italia

#### Tredicesimo girone
| 23 agosto 1981 1ª giornata |  | – Turno riposo Livorno |  |  |

| Arbitro: | Marascia (Roma) |

|                 |           |               |
| Ricciarelli 34’ | Marcatori | 55’ Tintisona |

| Arbitro: | Sarti (Modena) |

|           |           |                  |
| Grossi 2’ | Marcatori | 77’ (rig.) Babbi |

| 2 settembre 1981 4ª giornata |  | – Turno riposo Livorno |  |  |

| Arbitro: | Albertini (Voghera) |

|                |           |              |
| Tognarelli 74’ | Marcatori | 38’ L. Rossi |

| Arbitro: | Dall'Oca (Abbiategrasso) |

|                         |           |  |
| Meloni 5’ Rezzadore 58’ | Marcatori |  |